# Edward Daniel Clarke
Pour les articles homonymes, voir Clarke.
Edward Daniel Clarke (Sussex de l'Est, 5 juin 1769 - Londres, 9 mars 1822) est un minéralogiste et archéologue anglais.

## Famille
Mariage en 1806, 5 fils et 2 filles.

Petit-fils de l'antiquaire William Clarke et fils du voyageur et auteur le révérend Edward Clarke (aumônier de l'ambassadeur à Madrid, puis aumônier et secrétaire général des gouverneurs de Minorque).

## Études
D'abord élève d'un ecclésiastique de Vickfield, puis à la Grammar school de Tonbridge en 1779. Entra au Jesus College à Cambridge en 1786 en tant que chapel clerk. Étudia la poésie britannique, l'histoire, la numismatique et les sciences naturelles, dont la minéralogie. Se fit remarquer lorsqu'il construisit un ballon transportant un chaton.
- 1790 : Baccalauréat en arts
- 1794 : Maîtrise en arts

## Carrière
Il fut longtemps précepteur de jeunes nobles qui voyageaient pour parfaire leur éducation, le plus souvent dans le cadre de leur Grand Tour. Il fut donc longtemps ce qu'il était coutume d'appeler un "montreur d'ours".
- 1790 Précepteur de l'Hon. Henry Tufton, tour de Grande-Bretagne avec lui. Il débuta alors une collection de minéraux. Écriture d'un premier journal de voyage
- 1792-1793 : Voyage en Italie avec Lord Berwick
- 1794-1796 : Voyage comme précepteur dans la famille galloise de Sir Roger Mostyn : Rhin, Venise, Italie. Il commença alors une collection de vases, monnaies et minéraux.
- 1797 : Précepteur dans la famille de Lord Uxbridge. Voyage en Écosse. Écriture d'un journal de voyage.
- 1799 : Trois ans de voyage en Europe et au Proche-Orient avec J. M. Cripps, jeune rentier, dont il était le précepteur. Cripps avait aussi engagé un peintre : Preaux.

Il fit ensuite une carrière universitaire et ecclésiastique :
1803 Obtint le grade universitaire de LL.D., 1805 Senior Tutor au Jesus College. 1805 ordonné prêtre, avec les revenus de 2 cures.

Cambridge Don, puis premier professeur de minéralogie de 1807 à 1821, et bibliothécaire universitaire à partir de 1817.

## Voyage
Départ : 20 mai 1799 pour la Scandinavie avec Thomas Malthus (1766-1834) (l'auteur de l'essai sur la population) et William Otter, un des amis de Clake, et son futur biographe, ainsi que le futur évêque de Chichester. Malthuss et Otter ne purent suivre le rythme et s'arrêtèrent en Suède.

Itinéraire de Cripps et Clake : Danemark, Suède, Laponie, Finlande, Norvège, Uppsala, en 1800 à Saint-Pétersbourg, Sibérie, mer d'Azov, Circassie, Constantinople, en mars 1801 plaine de Troie, Rhodes, Chypre, en juillet 1801 Jérusalem, en octobre 1801 Athènes, Morée, Nord de la Grèce, Macédoine, Thessalie, en 1802 Constantinople, Paris, puis retour en Grande-Bretagne.

## Collection
Clarke renvoya de Grèce soixante-seize caisses d'objets collectés (des antiquités dont la Cistophore d'Éleusis, un Pan, un Éros, des masques comiques, des bas-reliefs votifs et des pierres tombales, manuscrits, plantes et minéraux : 800 spécimens, 1 000 pièces de monnaie, vases grecs).
Ses plus beaux trophées : la pierre tombale d'Euclide (qu'il croyait être celle du personnage historique), prise à Athènes, et la Cistophore d'Éleusis. Une partie de la collection fut perdue au cours d'un naufrage (nombreux manuscrits, échantillons et dessins de plantes).
Le reste de la collection fut plus tard dispersée : les minéraux pour l'Université de Cambridge (achetés 1 500 £), les marbres pour le Fitzwilliam Museum, les manuscrits pour l'Université d'Oxford et les pièces de monnaie furent achetées 100 guinées par R. Payne-Knight.

## Publications
- Le Rêveur, or, the Waking Visions of an Absent Man, 1796-1797.
- The Tomb of Alexander, or a Dissertation on the Sarcophagus brought from Alexandria, and now in the British Museum, 1805.
- A Methodical Distribution of the Mineral Kingdom, 1806.
- Greek Marbles brought from the shores of the Euxine, Archipelago and Mediterranean, Cambridge UP, 1809.
- 3 articles en 1817 et 1821 dans Archaeologia sur les antiquités britanniques et romaines.
- Travels in various countries of Europe, Asia and Africa.

La première édition de son récit de voyage Travels… lui rapporta 6 595 £, somme considérable. Les différentes parties de ses Travels… furent d'abord éditées séparément, seule la 4e édition fut une intégrale en 6 tomes (Londres 1816-1820).
- The Gas Blowpipe or Art of Fusion, 1819.
- Différents articles de minéralogie et de philosophie.